# Orion Pictures
Оріон Пікчерз Корпорейшен (англ. Orion Pictures Corporation, 1978-1999, 2013-теперішній час) — американська кінокомпанія, яка знімала фільми з 1978 по 1998 рік.

## Історія
Історія компанії посилається на п'ятеро колишніх керівників корпорації United Artists (UA) - Артур Б. Крим (голова), Ерік Плесков (президент і головний виконавчий директор), Роберт С. Бенджамін (голова фінансового комітету), Вільям Бернштейн і Майк Медавой були виконавчими віцепрезидентами. Крим та Бенджамін приїхали до UA у лютому 1951 року після відходу Чапліна та Пікфорда. Згодом компанія обернулася тодішньою студією з низкою критичних та комерційних успіхів. Одного разу, з 20 вересня 1966 року по 24 квітня 1967 року, Transamerica Corporation придбала UA, і протягом десятиліття між Кримом і головою Transamerica Джоном Р. Беккетом утворився розрив щодо діяльності студії. Конфлікт пов'язаний з тим, що Transamerica не була задоволена релізами UA, такими як "Північний ковбой" та "Останнє танго в Парижі", які були оцінені рейтингом Американської асоціації кінофільмів. У цих випадках Transmarica вимагала видалення тексту "Компанія Трансамерика" (A Transamerica Company) на відбитках та у всій рекламі. Одного разу материнська компанія висловила бажання поступово скасувати назву United Artists та перейменувати її на Transamerica Films. Крим запропонував виділити UA в окрему компанію, яку Беккет відхилив. 
Остання крапля потрапила до Плескова, коли він відмовився збирати та доставляти медичні записи керівників відділів UA до офісів Трансамерики в Сан-Франциско заради конфіденційності. Напруженість лише погіршилася, коли журнал Fortune повідомив статтю про сутичку між UA та TA, в якій Беккет заявив, що, якщо керівники не люблять поводження з ними з боку материнської компанії, вони повинні подати у відставку. 13 січня 1978 року Крим, Бенджамін і Плескоу покинули United Artists. Слідом за ними пішли два виконавчих віцепрезиденти, Бернштейн і Медавой. Догляд п'ятьох викликала невдоволення з боку кінематографістів, в ході якого 63 важливих голлівудських діячів зняли рекламу в торговій газеті, що попереджає Transamerica тим, що вони припустилися фатальної помилки, дозволивши п'ятьом чоловікам піти з компанії.
У лютому 1978 року п'ятеро людей створили компанію Orion Pictures Company, названу на честь сузір'я, яке, за їхніми твердженнями, мало п'ять головних зірок (насправді їх сім-вісім), а також уклали угоду з Warner Bros. Pictures. Нова компанія призначена лише для фінансування проєктів, надаючи режисерам повну творчу автономію; цей ідеал був успішно реалізований в United Artists. Оріон проводив кредитну лінію на суму 100 мільйонів доларів, і його фільми розповсюджуватиме студія Warner Bros. Однак Orion за контрактом здобув волю над розповсюдженням та рекламою, а також кількістю та типом фільмів, в які керівники вирішили інвестувати. Наприкінці березня 1978 року Orion підписав свій перший контракт — угоду на дві картини з продюсерською компанією Джона Траволти. Контракти з актрисою та режисером Барброю Стрейзанд; актори Джеймс Каан, Джейн Фонда, Пітер Селлерс, Джон Войт і Берт Рейнольдс; режисери Френсіс Форд Коппола та Блейк Едвардс; письменник / режисер Джон Міліус; співак Пітер Фремптон; і продюсер Рей Старк незабаром матеріалізувався. Оріон також розробив угоду про співфінансування та розподіл з EMI Films. У перший рік «Оріон» випустив п’ятнадцять фільмів, і ще десяток акторів, режисерів та продюсерів вишикувались для підписання з ними.
До початку 1982 року операція на поширення з Warner закінчилася. Проте, Warner зберігає права на фільми Orion. Тепер Orion шукала власну дистриб'юторську мережу, набуваючи іншу компанію з такими можливостями. Чотири партнери заглянули в Allied Artists і Embassy Pictures перш ніж вибір зупинений на Filmways. Згодом Orion придбав Filmways і реорганізував розвалену компанію. Були найняті нові співробітники, і все не розважальні активи Filmways (Grosset & Dunlap і Broadcast Electronics) були продані.
Хоча компанія не входила в число великих гравців кіноринку, вона заслужила собі досить високу репутацію.
В роки світанку компанії (приблизно з 1978 по 1992 рік) з нею працювали такі відомі режисери як: Джеймс Кемерон, Вуді Аллен та Олівер Стоун.
Серед фільмів Orion чотири отримали «Оскар» як найкращі фільми року: «Амадей», «Загін», «Танцюючий з вовками» та «Мовчання ягнят».
В 1998 році Оріон заявив про банкрутство та була викуплена компанією MGM, до якої перейшли права майже на всі фільми Orion окрім ряду ранніх стрічок, правами на які віднині володіє Warner Brothers та ряду телевізійних прав, які знаходяться під власністю Paramount Pictures.
В 2013 році компанія повернулась в телевізійне виробництво та стала одним з творців судового шоу «Paternity Court».